# 大野村 (滋賀県)
大野村（おおのむら）は滋賀県甲賀郡にあった村。現在の甲賀市土山町の西端、野洲川の右岸、国道1号の沿線および水口町今郷にあたる。

## 地理
- 山岳：布引山
- 河川：野洲川、大日川

## 歴史
- 1889年（明治22年）4月1日 - 町村制の施行により、大野村・今郷村・徳原村・前野村・頓宮村・市場村の区域をもって発足。
- 1955年（昭和30年）4月1日 - 土山町・山内村・鮎河村と合併し、改めて土山町が発足。同日大野村廃止。

## 交通

### 道路
- 国道1号